# Kruševik
Kruševik, bivše selo na širem području mjesta Kaštel Kambelovca, Grad Kaštela. 
Selo je postojalo u srednjem vijeku u starohrvatsko doba. Osnovano je na padinama gore Kozjaka. Središte sela bila je crkvica sv. Martina od Kruševika. Danas ju se naziva Gospe na Krugu ili Gospe od Snijega. Pod hrvatsko-ugarskim vladarima ovaj je kraj s podkozjačkim selima obilježen stalnim sukobima Splita i Trogira za prevlast u Kaštelanskom polju.
Kruševik je dio niza kaštelanskih sela koje su seljani napustili zbog učestalih turskih upada i pljačkanja, te se preselili uz morsku obalu gdje su podigli utvrđena naselja, uz kaštele na morskim hridinama koje su podigli splitski i trogirski zemljoposjednici. Napuštena sela su Smoljevac, Putalj, Lažani, Kozice, Ostrog, Šušnjare, Radun, Špiljan, Žestinj i Bijaći, a bila su se nalazila podno Trečanice (602 m), Opora (650 m) i Kozjaka (780 m). Naselja kao što su Babe, Žestin, Špiljan, Radun, Ostrog, Kruševik i ina bila su na južnim padinama Kozjaka; selo Baba lokva bilo je pogranično između Osmanskog Carstva i Mletačke Republike, a napušteno je koncem 16. stoljeća pred osmanskom najezdom. Kruševik je bio sjeverno od Lažana, od kojih je danas ostao toponim na obroncima Kozjaka, na hridi Krugu. Da zaštite sebe i seljane Lažana i Kruševika, braća Jerolim i Nikola Cambi, splitski plemići i zemljoposjednici, poduzeli su mjere. 1478. godine ishodovano je odobrenje i sukladno s njime sagradili 1517. godine kaštel na otočiću uz obalu na području današnjeg Kaštel Kambelovca. Isto tako su nekoliko godina poslije seljaci iz Kruševika 1525. godine podignuli dva kaštela - Veliku i Malu Piškeru, što je jedini primjer u Kaštelima da su seljaci izgradili svoje utvrde.